# Тоскано-Эмилианские Апеннины
Тоскано-Эмилианские Апеннины (итал. Appennino tosco-emiliano) — горная система в Италии, часть Северных Апеннин. Высочайшей вершиной является гора Чимоне (2165 м).
Тоскано-Эмилианские Апеннины расположены на территории исторических регионов Тоскана и Эмилия. На северо-западе перевал Ла-Чиза (Чиза) отделяет их от Лигурийских Апеннин (ит.), на юго-востоке перевал Фута — от Тоскано-Романьских Апеннин.
В эмилианской части Тоскано-Эмилианских Апеннин лежат:
- Болонские Апеннины
- Моденские Апеннины
- Реджианские Апеннины
- Пармские Апеннины

В тосканской части Тоскано-Эмилианских Апеннин лежат:
- Луниджана
- Гарфаньяна
- Пистойские горы (ит.)
- Долина Бизенцио (ит.)
- горный хребет Кальвана (ит.)
- долина Муджелло
- долина Казентино

Часть территории Тоскано-Эмилианских Апеннин занимает национальный парк Апеннино-Тоско-Эмилиано, созданный в 2001 году. 

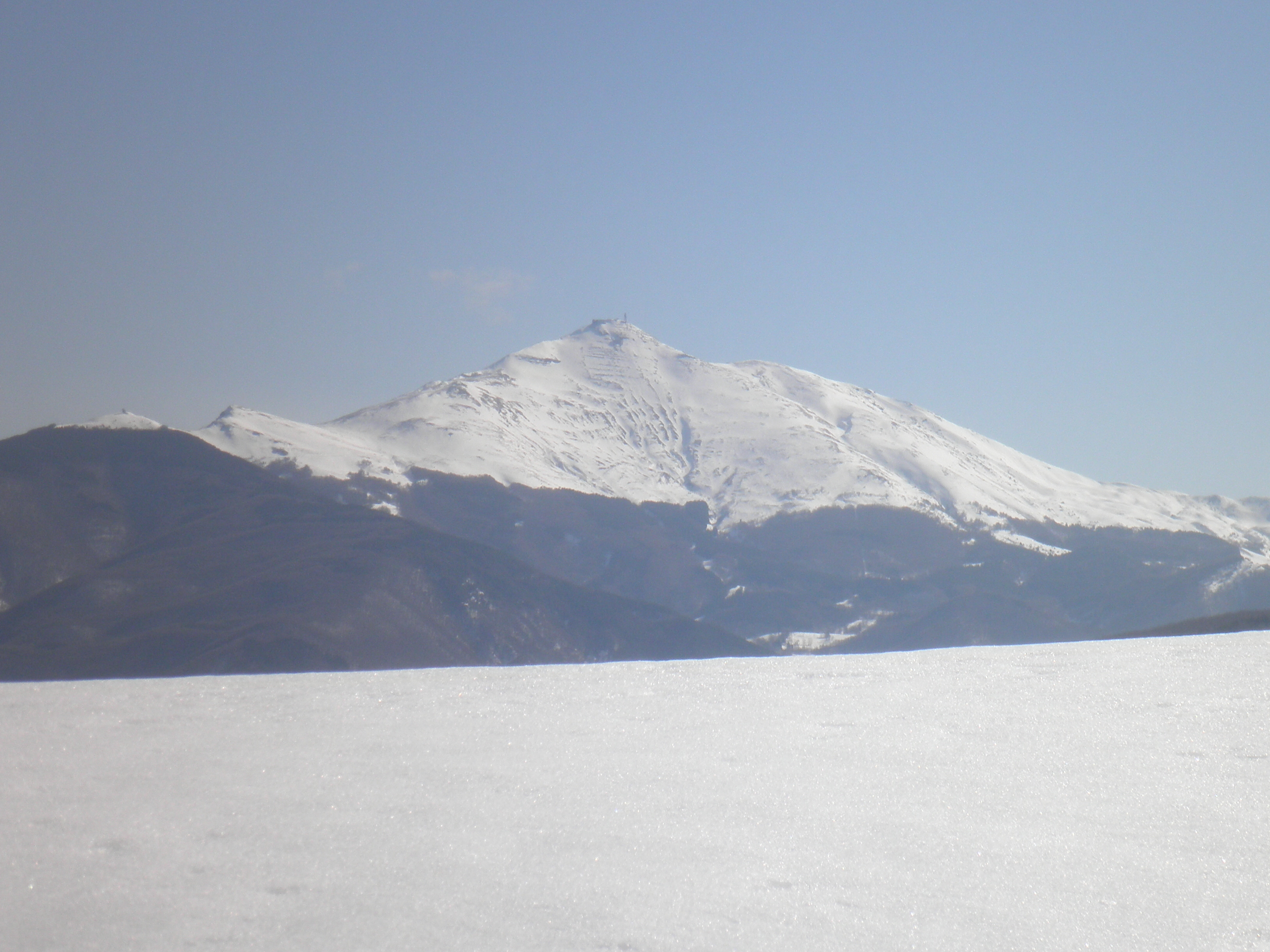
Гора Чимоне — высочайшая вершина Тоскано-Эмилианских Апеннин